# Lielupe
El Lielupe (literalmente: Gran Río, letón, Lielupe; alemán, Kurländische Aa) es un río en el centro de Letonia. Su longitud es de 119 km (la longitud alcanzaría los 310 km si se incluye el río Mēmele como parte del Lielupe). La superficie de su cuenca hidrográfica es de 17.600 km². La caída media del Lielupe es de alrededor de (.1 metro/kilómetro) y su caudal medio es de 106 m³/s, aunque durante las inundaciones puede llegar a un máximo de 1.380 m³/s.

## Geografía física

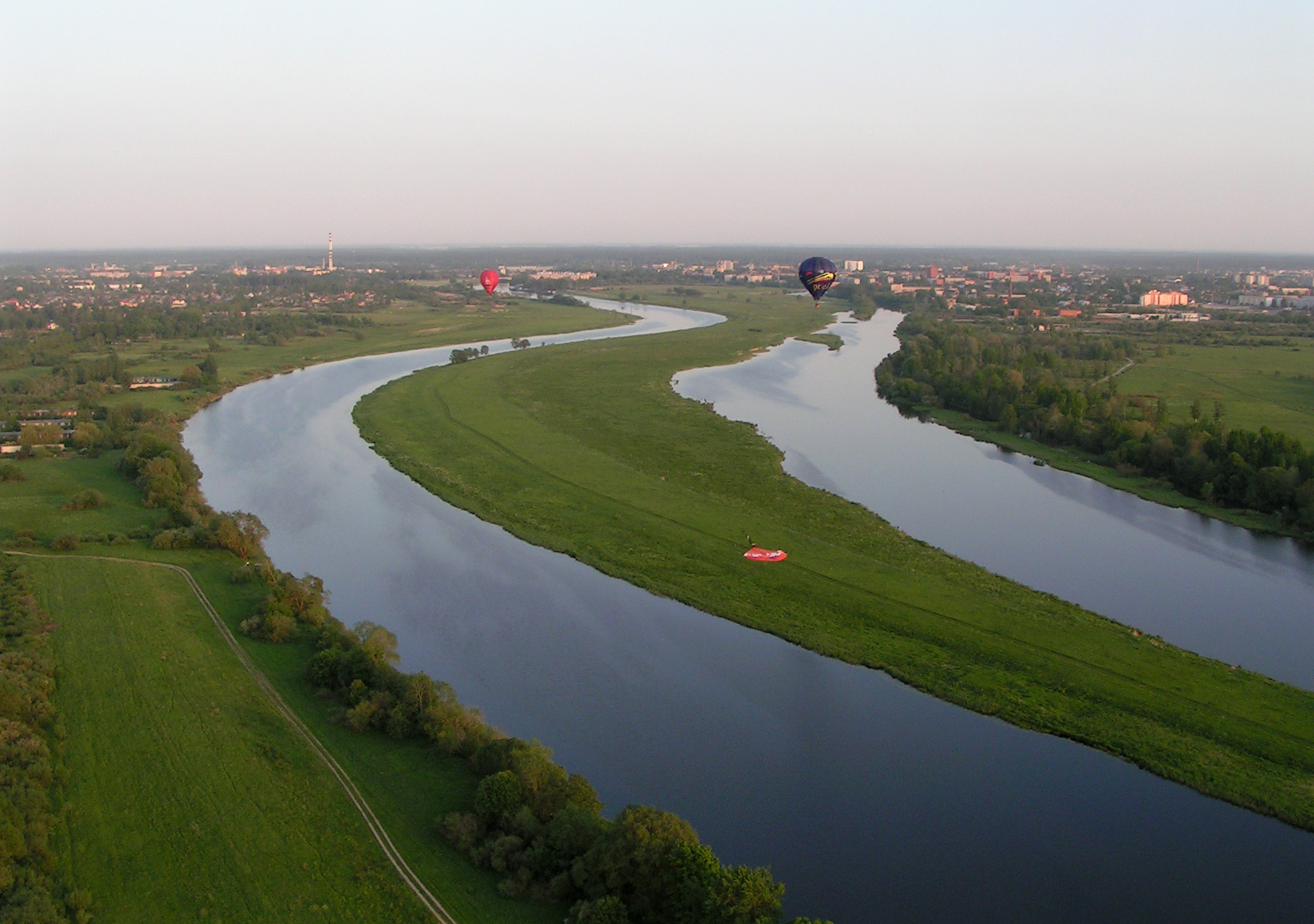
El río Lielupe cerca de Jelgava, Letonia.

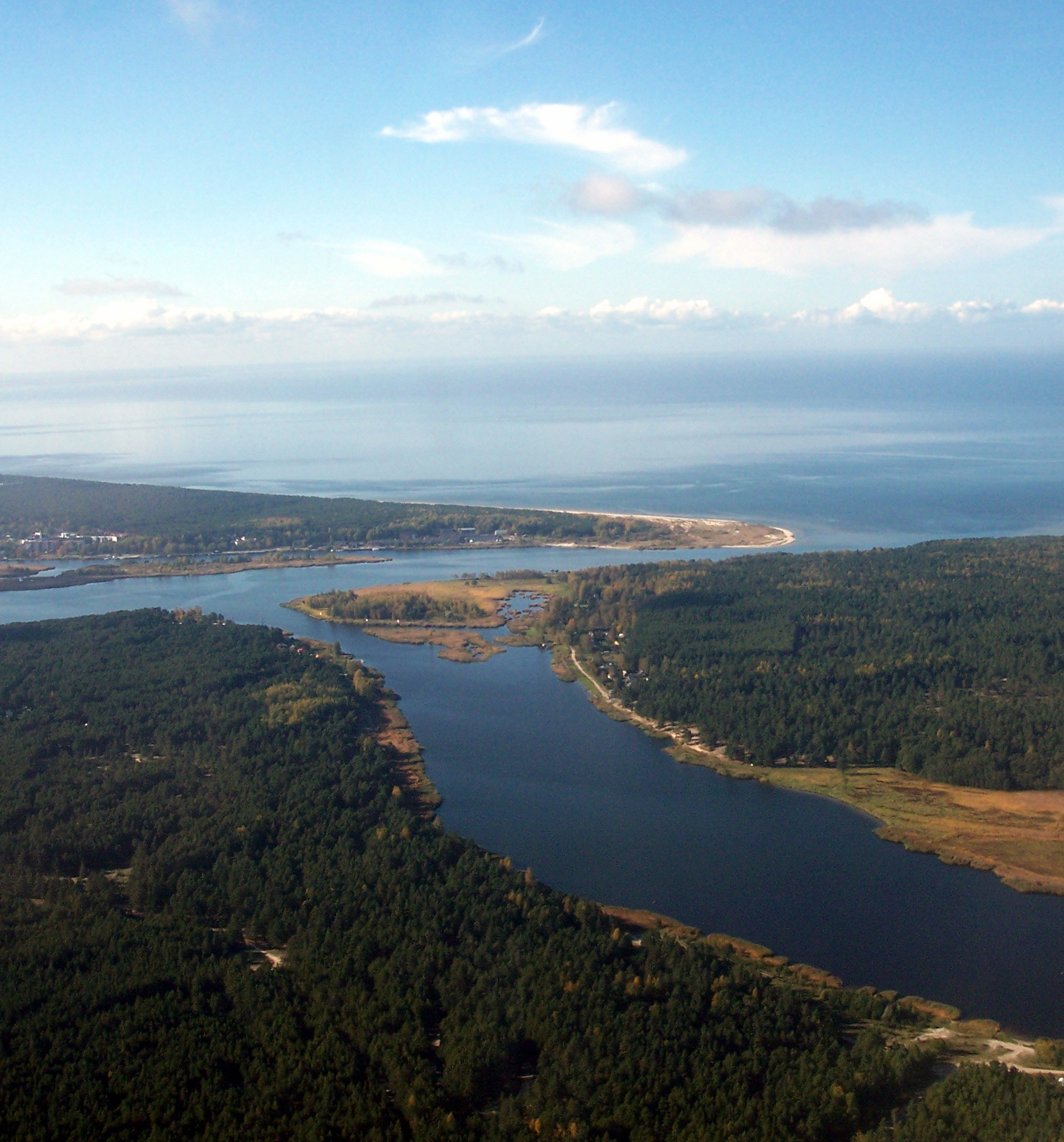
El Lielupe desemboca en el mar Báltico, mientras que el ramal Buļļupe desemboca en el río Daugava.

El Lielupe empieza en la confluencia de los ríos Mēmele y Mūsa cerca de Bauska. Durante la parte superior de su curso, el río fluye a través de un valle dolomítico con unos pocos rápidos pequeños, hasta que alcanza Mežotne, donde se ensancha y profundiza sobre la llanura de Semigalia. Durante muchos años el Lielupe frecuentemente sobrepasaba sus bajas riberas e inundaba los campos que lo rodeaban, y sus ueblos, particularmente durante el deshielo de primavera. Hoy muchas partes de las orillas del Lielupe están contenidas por diques de tierra par prevenir las inundaciones desastrosas. Gran parte del Lielupe está cubierto con hierbas fluviales. En su curso inferior, el río fluye paralelo a la línea de costa del golfo de Riga; la ciudad de Jūrmala se extiende durante casi 30 km entre el río y el mar. Al final, el Lielupe desemboca en el mar Báltico, mientras que el ramal Buļļupe  (alemán, Kurische Aa) desemboca en el río Daugava. La moderna desembocadura del río apareció en 1755. Anteriormente el Buļļupe fue el principal canal del Lielupe.
Alrededor del 50-55% del caudal del río proviene de la nieve derretida. El Lielupe es navegable por un tramo de 100 km, el mayor de los ríos letones. Entre los municipios a lo largo del río se encuentran Bauska, Mežotne, Jelgava, Kalnciems, Jūrmala y Riga.
Lielupe es también el nombre de una estación de ferrocarril y un barrio de Jūrmala.

## Pesca
Se encuentra mucha pesca en el Lielupe, incluyendo percas, lucios, luciopercas, carpas, tencas, vimbas y anguilas. Sin embargo en 2008 se produjo una muerte masiva de peces cuando se vertieron accidentalmente productos químicos en el río en Lituania.